# 4410 Kamuimintara
A 4410 Kamuimintara (ideiglenes jelöléssel 1989 YA) a Naprendszer kisbolygóövében található aszteroida. Ueda Szeidzsi és Kaneda Hirosi fedezte fel 1989. december 17-én.